# Betasyrphus aeneifrons
Betasyrphus aeneifrons är en tvåvingeart som först beskrevs av Enrico Adelelmo Brunetti 1913.  Betasyrphus aeneifrons ingår i släktet Betasyrphus och familjen blomflugor. Inga underarter finns listade i Catalogue of Life.